# Beistand (Recht)
Ein Beistand (spätmhd. bīstant: Hilfe, Unterstützung) darf in Verwaltungs- und Gerichtsverfahren neben den Beteiligten oder Parteien auftreten.
Anders als ein Bevollmächtigter ist der Beistand nicht vertretungsberechtigt. Seine Verfahrenshandlungen wirken daher grundsätzlich nicht für und gegen den Beteiligten oder die Partei. Das von Beiständen Vorgetragene gilt jedoch als von dem Beteiligten vorgebracht, sofern es von diesem nicht unmittelbar widerrufen oder berichtigt wird (Beispiel: § 12 Satz 4 FamFG).
Beistände werden häufig unentgeltlich im Rahmen familiärer, nachbarschaftlicher oder ähnlich enger
persönlicher Beziehungen tätig und unterfallen nicht der Strafvorschrift des § 356 StGB (Parteiverrat). Beistände brauchen weder eine Befähigung zum Richteramt noch eine spezielle Berufshaftpflichtversicherung.

## Zivilrecht
Im deutschen Zivilprozessrecht ist ein Beistand eine Person, die einer Partei in der mündlichen Verhandlung beisteht, ohne Rechtsanwalt zu sein (§ 90 ZPO). Unabhängig hiervon ist gemäß § 78 ZPO in vielen Zivilprozessen die Vertretung durch einen Rechtsanwalt vorgeschrieben (etwa in allen Verfahren vor dem Landgericht, dem Oberlandesgericht oder dem Bundesgerichtshof).
Beistände können solche Personen sein, die gemäß § 79 Abs. 2 Satz 2 ZPO eine Partei als Bevollmächtigte vertreten dürfen, also im Wesentlichen Beschäftigte der Partei, volljährige Angehörige,  Personen mit Befähigung zum Richteramt, wenn die Vertretung nicht im Zusammenhang mit einer entgeltlichen Tätigkeit steht, Verbraucherzentralen und andere Verbraucherverbände sowie Personen, die Inkassodienstleistungen erbringen.
Andere Personen können vom Gericht als Beistände zugelassen werden, wenn dies sachdienlich ist und hierfür nach den Umständen des Einzelfalls ein Bedürfnis besteht. Sie können aber von dem weiteren Vortrag zurückgewiesen werden, wenn sie zum sachgemäßen Vortrag nicht fähig und nicht in der Lage sind, das Sach- und Streitverhältnis sachgerecht darzustellen (§ 90 in Verbindung mit § 79 ZPO).
Berufsrichter dürfen vor dem Gericht, dem sie angehören, nicht als Beistände auftreten, ehrenamtliche Richter nicht vor dem Spruchkörper, dem sie angehören.
Bei der Beistandschaft des Jugendamtes im Verfahren zur Vaterschaftsfeststellung und der Geltendmachung von Unterhaltsansprüchen nach §§ 1712 ff. BGB handelt es sich um einen Fall der gesetzlichen Vertretung des Kindes. Der Verfahrensbeistand in Kindschaftssachen ist selbst am Verfahren beteiligt.
Rechtsbeistände dürfen aufgrund besonderer Sachkunde bestimmte außergerichtliche  Rechtsdienstleistungen erbringen.
Jeder Zeuge ist befugt, seine Aussage vor Gericht von der Anwesenheit seines eigenen Rechtsbeistandes abhängig zu machen, auch in nichtöffentlicher Sitzung.

## Strafrecht
Der Zeugenbeistand nach § 68b StPO ist ein Rechtsanwalt, dem die Anwesenheit bei einer Zeugenvernehmung gestattet ist. Der Ehegatte, Lebenspartner oder gesetzliche Vertreter eines Angeklagten ist in der Hauptverhandlung als Beistand zuzulassen und auf sein Verlangen zu hören (§ 149 Abs. 1 oder 2 StPO).

## Öffentliches Recht
Im Verwaltungsverfahren kann ein Beteiligter zu Verhandlungen und Besprechungen mit einem Beistand erscheinen (§ 14 VwVfG, § 13 SGB X, § 80 AO). Das gilt auch für die mündliche Verhandlung vor Gericht (§ 67 Abs. 7 VwGO, § 73 Abs. 7 SGG, § 62 Abs. 7 FGO).

## Kirchenrecht
Nach kanonischem Recht erbringen Koadjutoren bestimmte Beistands- und Unterstützungsleistungen.